# Pseudotarphius
Pseudotarphius is een geslacht van kevers uit de familie somberkevers (Zopheridae).

## Soorten
Deze lijst is mogelijk niet compleet.
| - P. bhutanensis - P. lewisii |